# Muzaffarbek Turoboyev
Muzaffarbek Turoboyev (5 de abril de 2000) es un deportista uzbeko que compite en judo.
Participó en los Juegos Olímpicos de París 2024, obteniendo una medalla de bronce en la categoría de –100 kg. En los Juegos Asiáticos de 2022 obtuvo una medalla de oro en la categoría de –100 kg.
Ganó una medalla de oro en el Campeonato Mundial de Judo de 2022 y dos medallas en el Campeonato Asiático de Judo, en los años 2021 y 2024.

## Palmarés internacional
| Juegos Olímpicos    | Juegos Olímpicos     | Juegos Olímpicos  | Juegos Olímpicos |
| Año                 | Lugar                | Medalla           | Categoría        |
| ------------------- | -------------------- | ----------------- | ---------------- |
| 2024                | París (Francia)      | Medalla de bronce | –100 kg          |
| Campeonato Mundial  |                      |                   |                  |
| Año                 | Lugar                | Medalla           | Categoría        |
| 2022                | Taskent (Uzbekistán) | Medalla de oro    | –100 kg          |
| Juegos Asiáticos    |                      |                   |                  |
| Año                 | Lugar                | Medalla           | Categoría        |
| 2022                | Hangzhou (China)     | Medalla de oro    | –100 kg          |
| Campeonato Asiático |                      |                   |                  |
| Año                 | Lugar                | Medalla           | Categoría        |
| 2021                | Biskek (Kirguistán)  | Medalla de bronce | –100 kg          |
| 2024                | Hong Kong (China)    | Medalla de oro    | –100 kg          |